# Saint-Jean-du-Bruel
 Saint-Jean-du-Bruel  (en occitano Sent Joan del Bruèlh) es una población y comuna francesa, situada en la región de Mediodía-Pirineos, departamento de Aveyron, en el distrito de Millau y cantón de Nant.

## Demografía
| 916 | 833 | 827 | 843 | 820 | 642 |
| Para los censos de 1962 a 1999 la población legal corresponde a la población sin duplicidades (Fuente: INSEE [Consultar]) |     |     |     |     |     |